# Koripallon miesten SM-sarjakausi 1962
La Koripallon miesten SM-sarjakausi 1962 è stata la 22ª edizione del massimo campionato finlandese di pallacanestro maschile. La vittoria finale è stata ad appannaggio dell'Hels. Kisa-Toverit.

## Risultati

### Stagione regolare
|     | Squadra             | G  | V  | P  | PF   | PS   | Pt. | Qualificazione |
| --- | ------------------- | -- | -- | -- | ---- | ---- | --- | -------------- |
| 1.  | Hels. Kisa-Toverit  | 22 | 20 | 2  | 1790 | 1396 | 40  |                |
| 2.  | ToPo Helsinki       | 22 | 19 | 3  | 1498 | 1271 | 38  |                |
| 3.  | Helsingin NMKY      | 22 | 18 | 4  | 1629 | 1467 | 36  |                |
| 4.  | Namika Lahti        | 22 | 14 | 8  | 1417 | 1360 | 28  |                |
| 5.  | Turun Riento        | 22 | 13 | 9  | 1516 | 1492 | 26  |                |
| 6.  | KTP-Basket          | 22 | 12 | 10 | 1401 | 1297 | 24  |                |
| 7.  | Työväen Maila-Pojat | 22 | 10 | 12 | 1521 | 1502 | 20  |                |
| 8.  | Pantterit           | 22 | 10 | 12 | 1713 | 1733 | 20  |                |
| 9.  | Sörnäisten NMKY     | 22 | 6  | 16 | 1385 | 1628 | 12  |                |
| 10. | Tampereen Pyrintö   | 22 | 5  | 17 | 1388 | 1522 | 10  |                |
| 11. | Turun NMKY          | 22 | 3  | 19 | 1239 | 1543 | 6   |                |
| 12. | Porin Veto          | 22 | 2  | 20 | 1246 | 1532 | 4   |                |

| Koripallon miesten SM-sarjakausi 1962 |
| ------------------------------------- |
| Hels. Kisa-Toverit 2º titolo          |

## Formazione vincitrice
| N° | Naz.                 | Ruolo | Sportivo           |  | Alt. |  |
| -- | -------------------- | ----- | ------------------ |  | ---- |  |
|    | Finlandia (bandiera) |       | Matti Räty         |  |      |  |
|    | Finlandia (bandiera) |       | Martti Liimo       |  | 193  |  |
|    | Finlandia (bandiera) |       | Kari Liimo         |  | 200  |  |
|    | Finlandia (bandiera) |       | Raimo Vartia       |  | 184  |  |
|    | Finlandia (bandiera) |       | Jorma Neva-aho     |  |      |  |
|    | Finlandia (bandiera) |       | Teijo Finneman     |  | 183  |  |
|    | Finlandia (bandiera) |       | Kari Nyqvist       |  |      |  |
|    | Finlandia (bandiera) |       | Erkki Ruotsalainen |  |      |  |
|    | Finlandia (bandiera) |       | Matti Köli         |  | 196  |  |
|    | Finlandia (bandiera) |       | Pertti Risku       |  |      |  |
|    | Finlandia (bandiera) |       | Heikki Lehtinen    |  |      |  |
|    | Finlandia (bandiera) |       | Pertti Hurme       |  |      |  |
|    | Finlandia (bandiera) |       | Kalevi Raunio      |  |      |  |
|    | Finlandia (bandiera) | All.  | Pentti Salmi       |  |      |  |